# Ohios flagga
Ohios flagga antogs 1902 och den är den enda av USA:s 50 delstatsflaggor som har vimpelform.
Ohio är den sjuttonde amerikanska delstaten, vilket de 17 stjärnorna symboliserar. Den vita cirkeln anspelar på begynnelsebokstaven i delstatsnamnet, och den röda rundeln på delstatens smeknamn, The Buckeye State (Kastanjestaten).